# Claudius Botvidi (1524-1564)
Claudius Botvidi, född 1524 i Norrköping, Östergötland, död 8 november 1564 i Risinge församling, Östergötland, var en svensk präst.

## Biografi
Claudius Botvidi föddes 1524 i Norrköping och var son till borgmästaren Botvid. Han avlade 1551 magisterexamen vid Wittenbergs universitet och blev 1552 rektor vid Norrköpings trivialskola. Claudius Botvidi prästvigdes 1556 och blev 1559 kyrkoherde i Risinge församling. Han avled 1564 i Risinge församling.

### Familj
Claudius Botvidi var gift med Anna Andersdotter. Efter hans död gifte hon om sig med kyrkoherden Abrahamus i Risinge församling och kyrkoherden Nicolaus Johannis i Grebo församling.